# Hocine Soltani
Hocine Soltani (in arabo حسين سلطاني‎?; Thénia, 27 dicembre 1972 – Marsiglia, marzo 2002) è stato un pugile algerino.

## Carriera
Ha vinto due medaglie olimpiche: alle Olimpiadi 1992 ha vinto la medaglia di bronzo nella categoria pesi piuma, mentre alle Olimpiadi 1996 ha vinto la medaglia d'oro in quella dei pesi leggeri.
Nel marzo 2002 è stato dichiarato disperso. Il suo corpo è stato recuperato senza vita a Marsiglia nel settembre 2004.